# Elektra Lives Again
Elektra Lives Again es una novela gráfica de Frank Miller y Lynn Varley publicada en 1990 a través del sello Epic Comics de la compañía estadounidense Marvel Comics. Es una de las obras más conocidas e importantes de Frank Miller. Se tratra de un spin-off del trabajo de Miller en Daredevil y narra la historia del aparente regreso de la muerte de la guerrera ninja Elektra Natchios. Se trata de una historia cargada de sentimiento que constituye el adiós de Miller a Elektra, uno de sus personajes más importantes.

## Sinopsis
Lunes 1 de abril: Matt Murdock acude a confesarse y le dice al sacerdote que todavía está obsesionado por la muerte de Elektra. Describe un sueño recurrente de Elektra escalando una montaña cubierta de nieve. En el sueño, Elektra se horroriza al encontrar sus sais enterradas en la nieve: "las armas que usó para asesinar a tantos" y se da cuenta de repente de que sus manos están cubiertas de sangre que no puede lavarse.
Martes 2 de abril: Murdock tiene un nuevo sueño: las antiguas víctimas de Elektra le persiguen en la cima de la montaña, atrapándola y torturándola. Murdock se despierta brevemente y comienza poco después otro sueño: un ritual oculto que involucra a La Mano. Aún en el estado de sueño, recibe la críptica información de que Elektra está viva, pero que hay planes en marcha para matarla (otra vez). Estos planes describen como encontrar a Bullseye, quien asesinó a Elektra previamente, y hacerlo aún más poderoso.
Sábado 6 de abril: buscando compañía y distracción, Murdock telefonea a Karen Page, pero ella le dice que está ocupada en Los Ángeles haciendo "películas educativas".
Domingo 7 de abril: Murdock visita el cementerio donde se encuentra la tumba de Elektra y pone orquídeas.
Lunes 8 de abril: Murdock se reúne con una clienta para discutir un litigio de divorcio. Terminan manteniendo relaciones sexuales esa nochje, pero Murdock sigue distraído por Elektra. Sueña con visitar su tumba en un paisaje vacío y nevado, donde lo atacan los ninjas y Elektra llega para rescatarlo. Mata a los ninjas pero mira a Murdock con rabia y le golpea con un shuriken envenenado.
Martes 9 de abril: Murdock decide actuar de acuerdo con sus sueños, por muy locos que parezcan, e intenta hablar con Bullseye en persona. Sin embargo, antes de salir de su apartamento, recibe una llamada de Foggy Nelson informándole de que Bullseye ha sido asesinado en prisión. Nelson y Murdock actuarán como representantes legales del asesino de Bullseye.
Miércoles 10 de abril: Murdock identifica el cuerpo de Bullseye en la morgue y luego se dirige a la comisaría para reunirse con su asesino. Entablan una batalla psíquica que deja a Murdock inconsciente y al asesino muerto por una hemorragia cerebral. Mientras tanto, Elektra tiene acceso a la morgue. Se acerca al cuerpo de Bullseye con una gran cuchilla, pero antes de que pueda actuar, es atacada por cadáveres reanimados, escapando por poco de una explosión que le quema la ropa. Desnuda, pasa por delante de Murdock. Él la agarra de la muñeca al pasar y hacen el amor, pero Murdock nota que está fría. Recupera la conciencia, dudando de la línea que separa sus sueños y la realidad. Regresa a casa y se ejercita con un saco de boxeo, pero pronto se da cuenta de que un atacante está acechando su casa. Un ninja irrumpe y los dos luchan hasta que el intruso es asesinado por una flecha disparada desde fuera del apartamento por una figura sombría. Murdock persigue a esta segunda figura a través de los tejados hasta una iglesia, donde La Mano tiene el cuerpo de Bullseye y está en proceso de un ritual de resurrección. Elektra está allí, vestida con la túnica blanca de una monja, pero es demasiado tarde para detener el proceso. Murdock llega para encontrarla mortalmente herida, aparentemente por Bullseye. Murdock y Elektra juntos logran finalmente matar a Bullseye (otra vez) después de una batalla brutal. Elektra muere de nuevo en los brazos de Murdock.
Murdock se pregunta qué partes de los sucesos de esa semana fueron reales y cuáles fueron simplemente sueños. Recuerda entonces al sacerdote en el confesionario diciéndole que no estaba siendo perseguido por Elektra, sino que él la perseguía, y quema la iglesia con el cuerpo de Elektra dentro. La imagen final del libro es la de Elektra una vez más en un paisaje vacío y frío, mirando fijamente al cielo azul.

## Curiosidades
- Frank Miller no ha vuelto a escribir o dibujar una historia de Elektra desde la publicación de Elektra Lives Again.[4]
- Karen Page aparece durante una conversación telefónica con Murdock en la que solo se puede leer la parte de él.[2]
- Betsy Beatty, psicóloga y trabajadora social, aparece a través de una grabación de una sesión de terapia con Bullseye.[2]
- En Daredevil vol.1 #324 vuelven a encontrarse Murdock y Elektra, pero éste no sabía que ella había revivido después de su muerte a manos de Bullseye.[2]

## Premios
- 1991: Premio Eisner al mejor álbum gráfico en la categoría "Best Graphic Album: New".[5]
- 1991: Premio del Cómic Británico a la mejor novela gráfica original.[6]